# Niko Krajnčar
Niko Kranjčar, hrvaški nogometaš, * 13. avgust 1984, Zagreb, SFRJ.
Igral je predvsem kot napadalec in branilec. Od 5. maja 2021 dela kot pomočnik Josipa Šimunića v hrvaški reprezentanci do 19 let. 
Igral je z domačimi klubi, največ pa za zagrebški klub Dinamo, preden je januarja 2005 prestopil k tekmecu Hajduku iz Splita in s tem sprožil polemike. Avgusta 2006 je kmalu sledil prestop v Anglijo s Portsmouthom in po nekaj letih poskusov klubskega zadrževanja svojih ključnih igralcev ga je na začetku sezone 2009/10 oddal v Tottenham, kjer se je ponovno združil s svojim nekdanjim menedžerjem v Portsmouthu, Harryjem Redknappom. Leta 2012 je Kranjčar prestopil k kijevskemu klubu Dinamo. Kariero je končal s kratkim sodelovanjem v ZDA z New York Cosmosom in na Škotskem z Rangersi, preden se je leta 2018 upokojil.
Kranjčarja je njegov oče Zlatko avgusta 2004 predstavil na mednarodnem prvenstvu in nato zastopal svojo državo na svetovnem prvenstvu FIFA 2006, UEFA Euro 2008 in UEFA Euro 2012. Skupaj je nastopal na 81 tekmah za hrvaško reprezentanco, pri tem pa dosegel 16 golov. Njegova zadnja tekma za reprezentanco je bila 15. oktobra 2013, saj je zaradi poškodbe noge zamudil svetovno prvenstvo v nogometu leta 2014.